# Hotter Than Hell
A Hotter Than Hell az amerikai KISS hard rock együttes második nagylemeze, amely 1974. október 22-én jelent meg, a Casablanca Records-nál. Az albumot a kaliforniai Los Angelesben vették fel, 1974 augusztusában. Paul Stanley ritmusgitáros/ énekes gitárját már az első Los Angelesi napján ellopták. A lemez zeneileg sötétebb, mint a zenekar első albuma.

## Az album dalai
1. "Got to Choose" (Paul Stanley) – 3:52
2. "Parasite" (Ace Frehley) – 3:03
3. "Goin' Blind" (Simmons, Stephen Coronel) – 3:34
4. "Hotter Than Hell" (Stanley) – 3:30
5. "Let Me Go, Rock 'n' Roll" (Stanley, Simmons) – 2:16
6. "All the Way" (Simmons) – 3:17
7. "Watchin' You" (Simmons) – 3:45
8. "Mainline" (Stanley) – 3:50
9. "Comin' Home" (Frehley, Stanley) – 2:37
10. "Strange Ways" (Frehley) – 3:20

## Közreműködők
- Paul Stanley – ritmusgitár, ének
- Gene Simmons – basszusgitár, ének
- Ace Frehley – szólógitár
- Peter Criss – dob, ének